# Kanton Jerxheim
Der Kanton Jerxheim bestand von 1807 bis 1813 im Distrikt Braunschweig im Departement der Oker im Königreich Westphalen und wurde durch das Königliche Decret vom 24. Dezember 1807 gebildet.

## Gemeinden
- Gevensleben
- Watenstedt
- Klein Winnigstedt
- Groß-Winnigstedt (ehemaliger Amtssitz und Zollhaus an dem Damme)
- Barnsdorf (heute Barnstorf) mit Uehrde
- Klein-Dahlum
- Groß-Dahlum (ehemaliger Amtssitz)
- Ingeleben
- Dobbeln
- Söllingen